# HD 40964
HD 40964，又名BD+01 1195，SAO 113392、HR 2127，是一颗恒星，视星等为6.59，位于銀經205.74，銀緯-10.13，其B1900.0坐标为赤經5h 57m 5.8s，赤緯+1° -10.13′ 36″。